# Estòmids

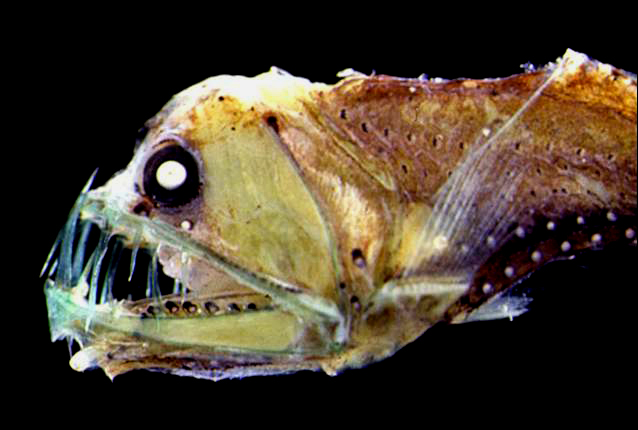
Chauliodus sloani

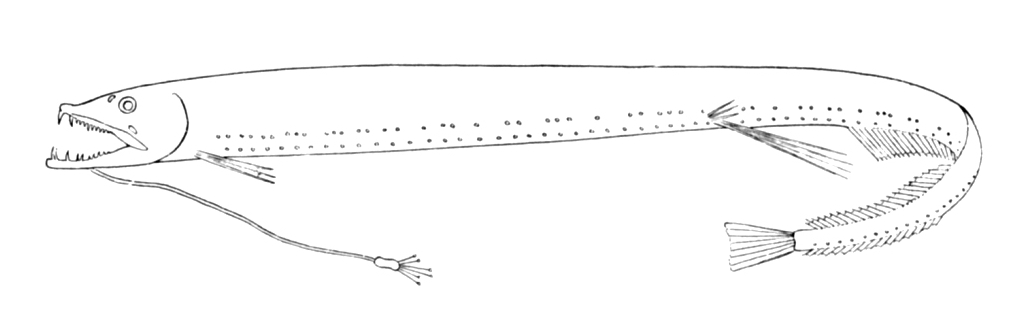
Eustomias obscurus

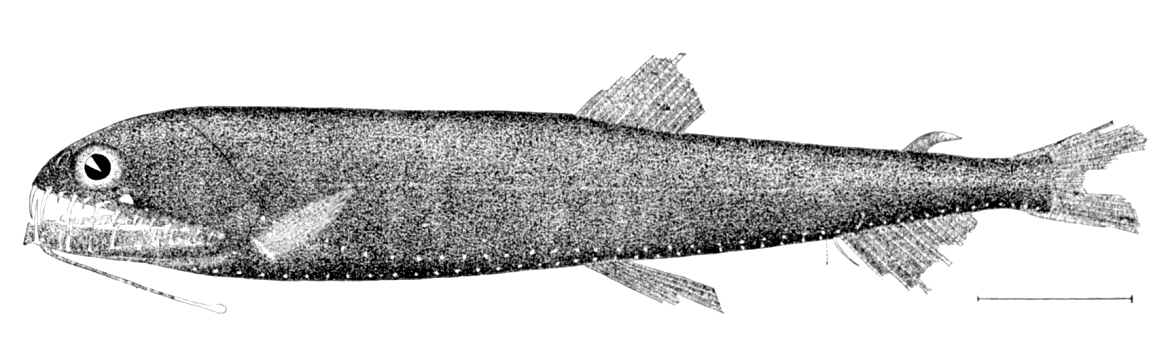
Astronesthes richardsoni

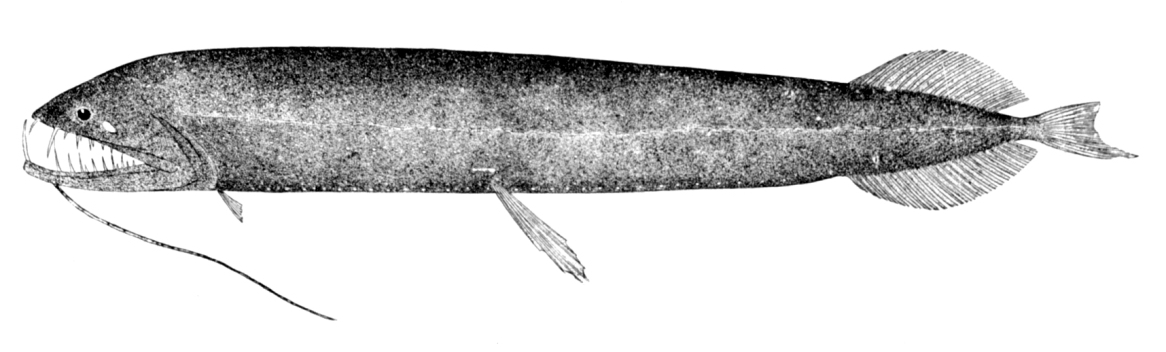
Grammatostomias dentatus

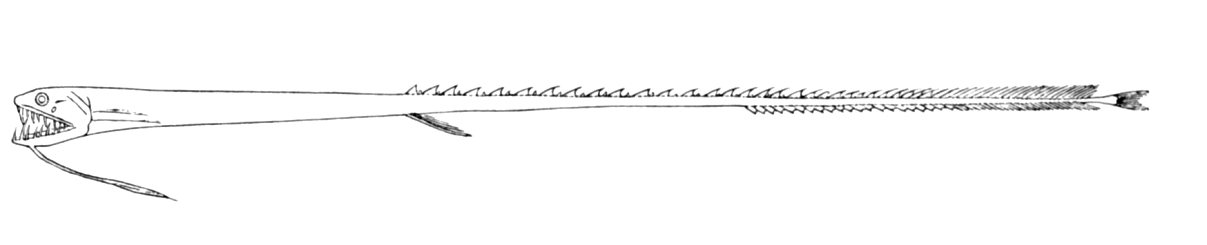
Idiacanthus fasciola

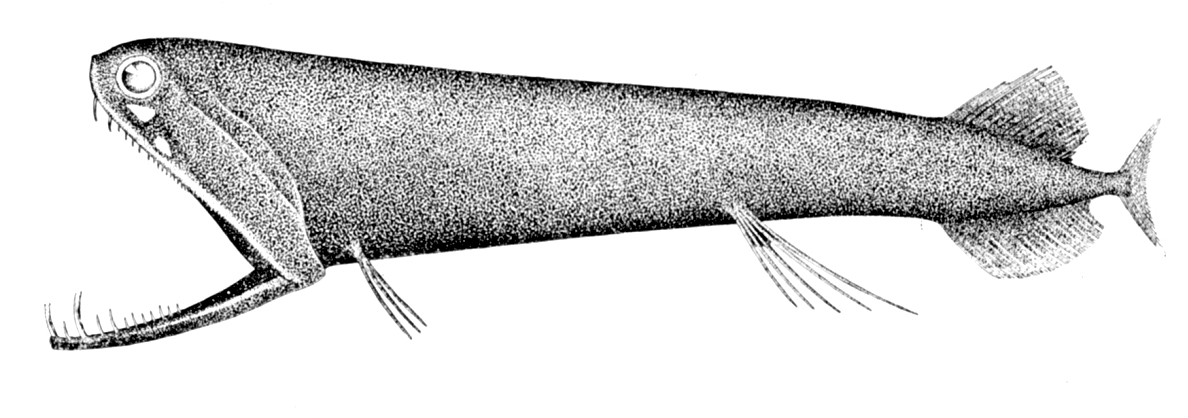
Malacosteus niger

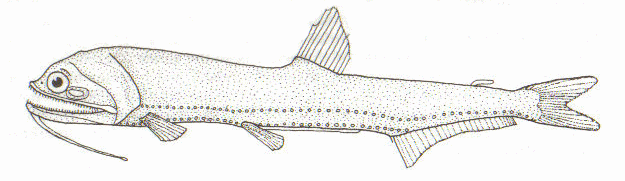
Neonesthes capensis

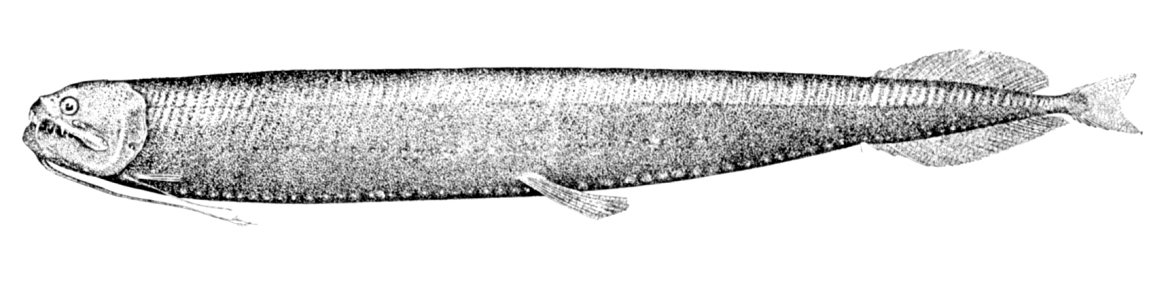
Opostomias micripnus

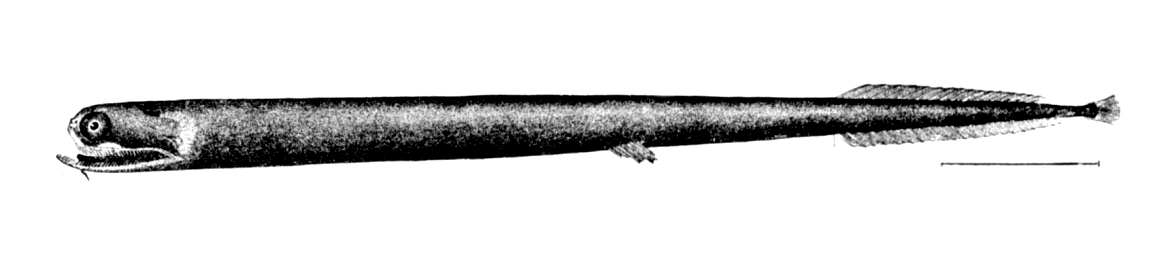
Photonectes gracilis

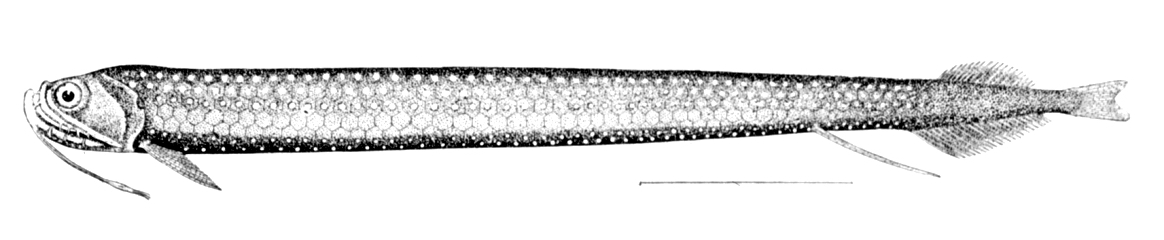
Stomias affinis

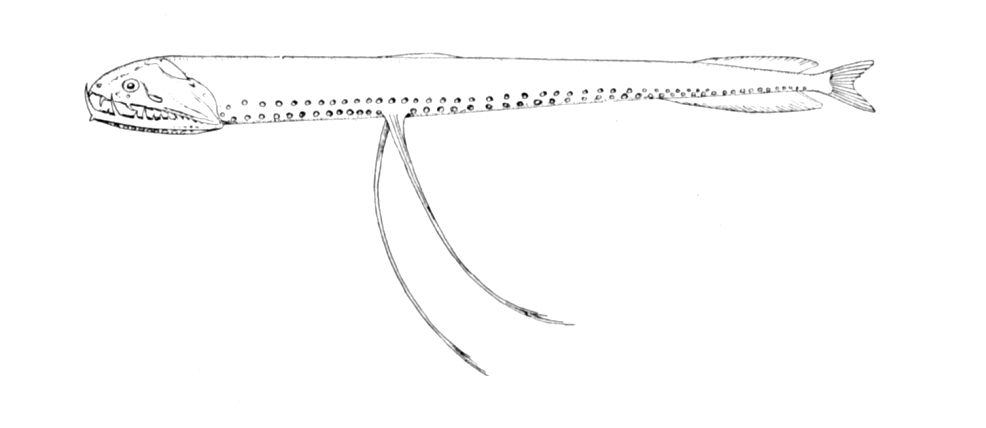
Photostomias guernei

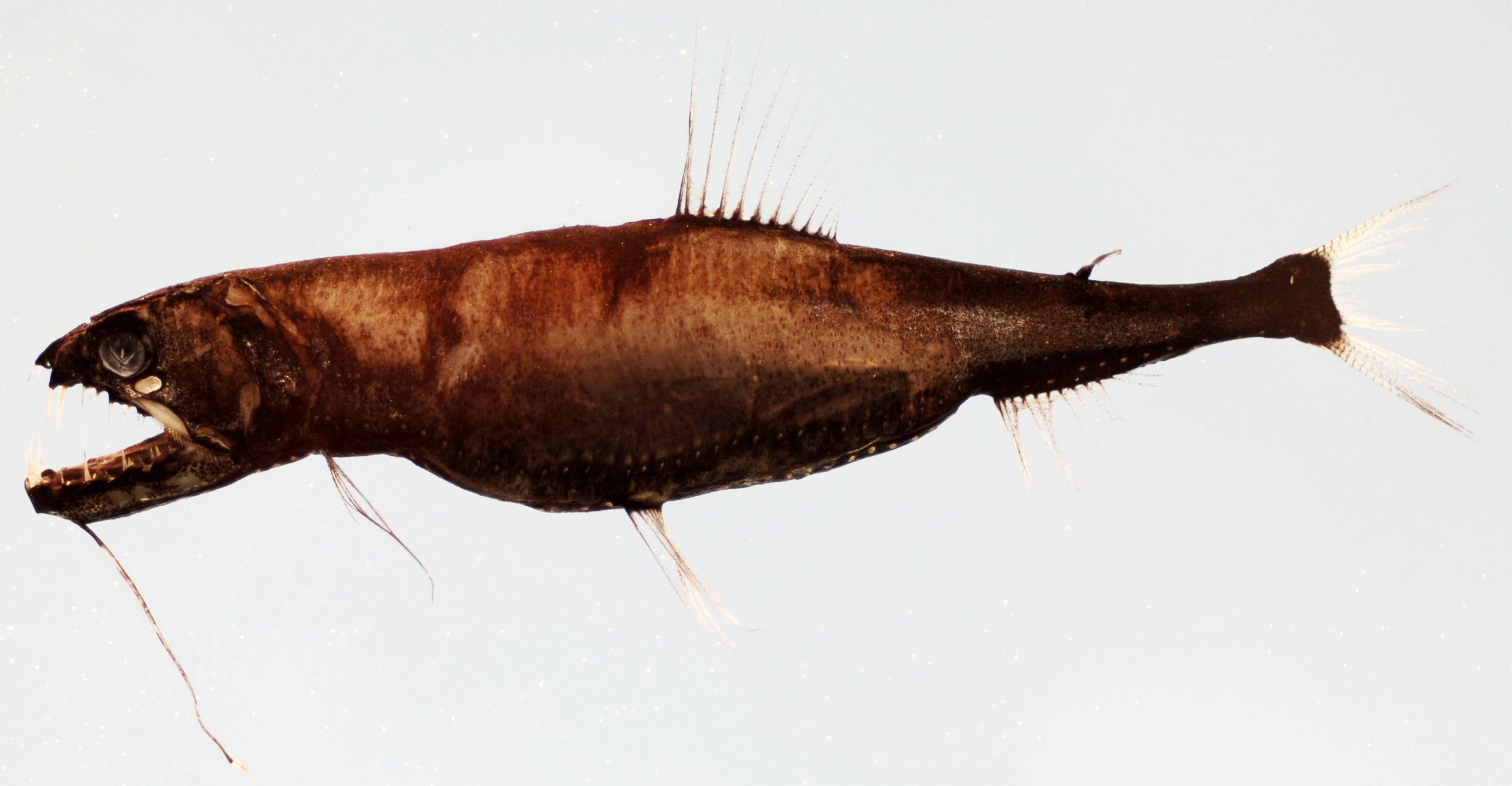
Astronesthes similus

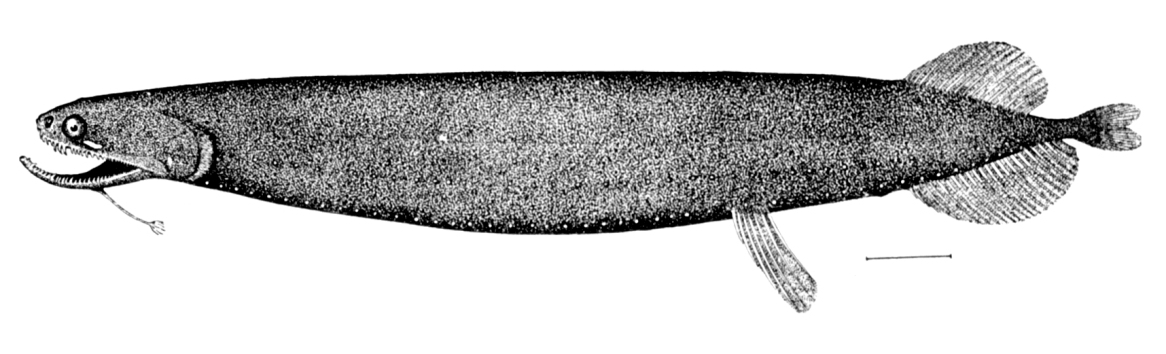
Photonectes margarita

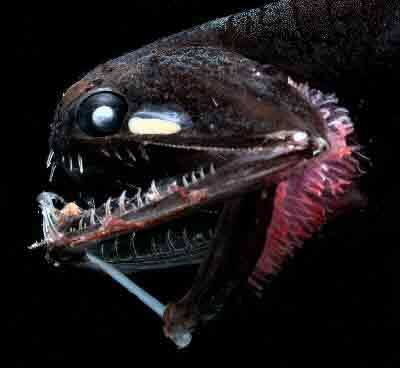
Photostomias guernei

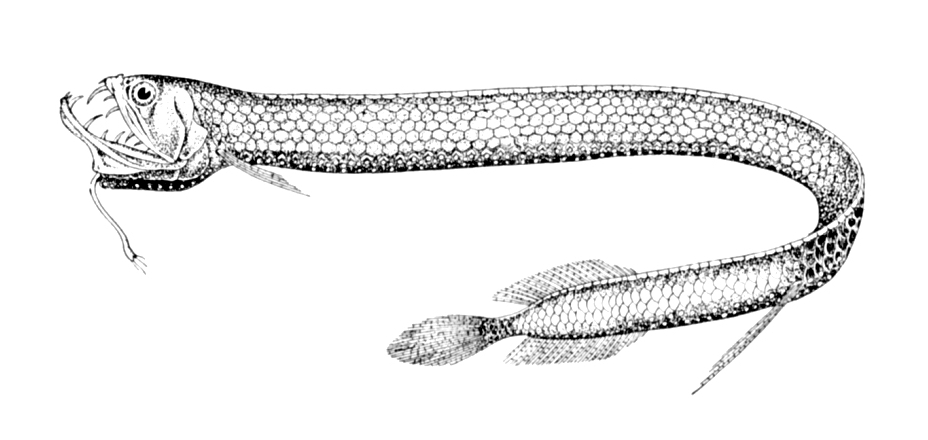
Stomias boa boa

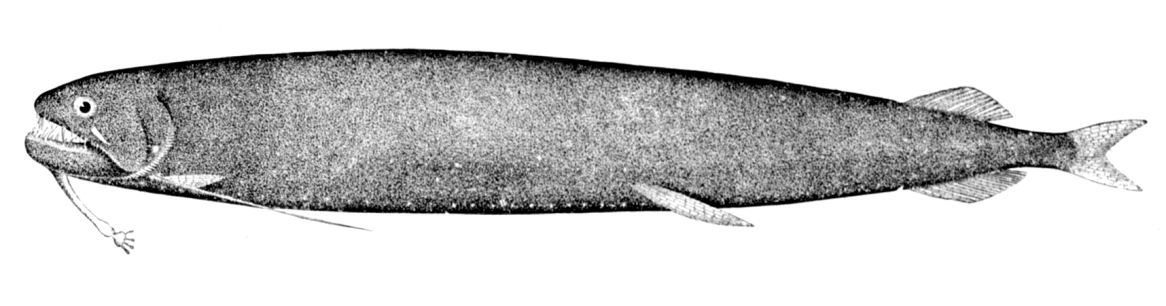
Echiostoma barbatum

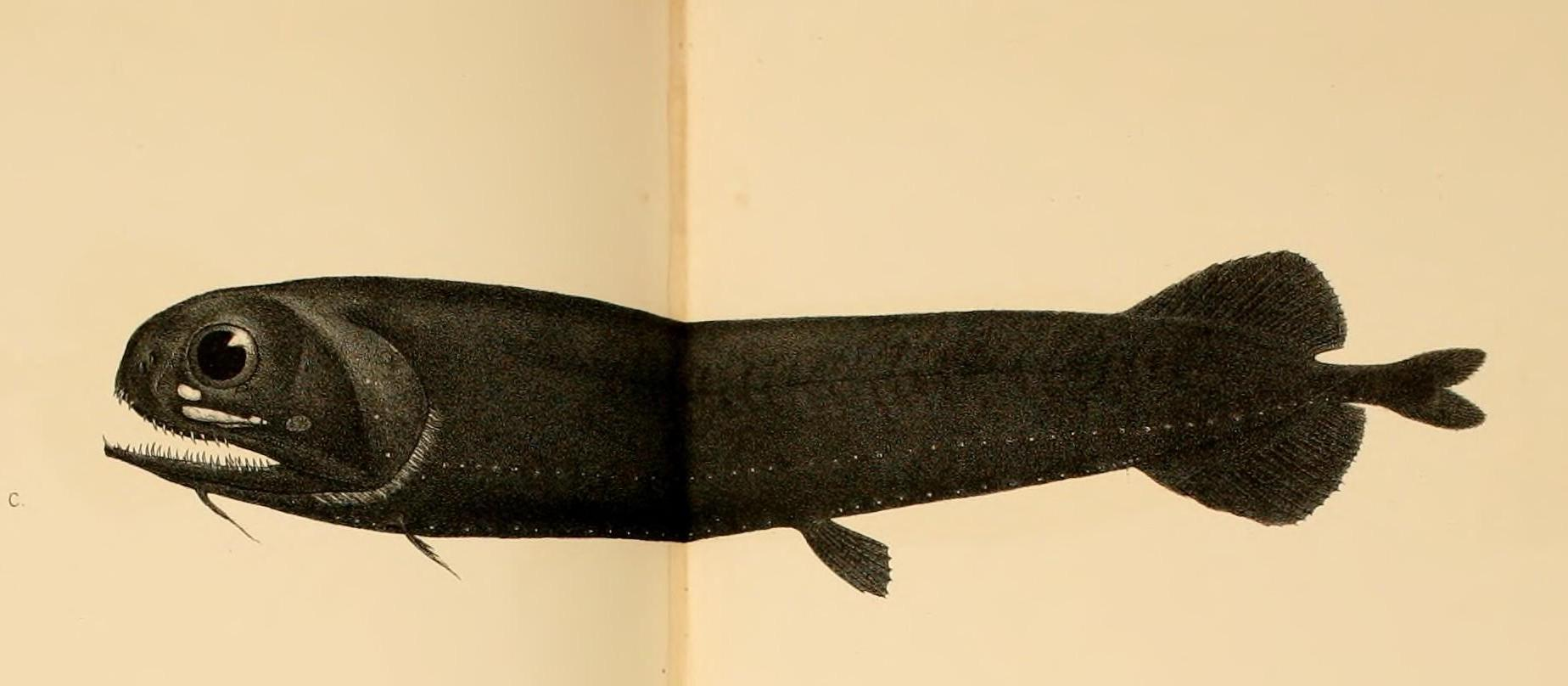
Pachystomias microdon

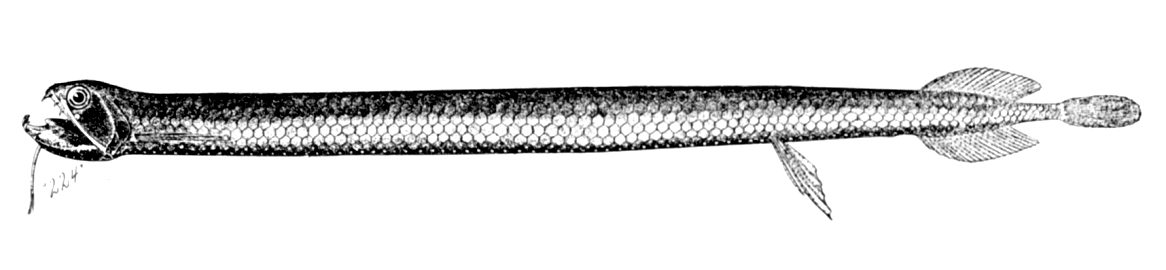
Stomias boa ferox

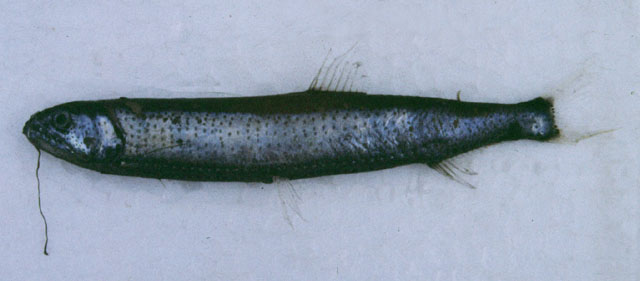
Astronesthes martensii

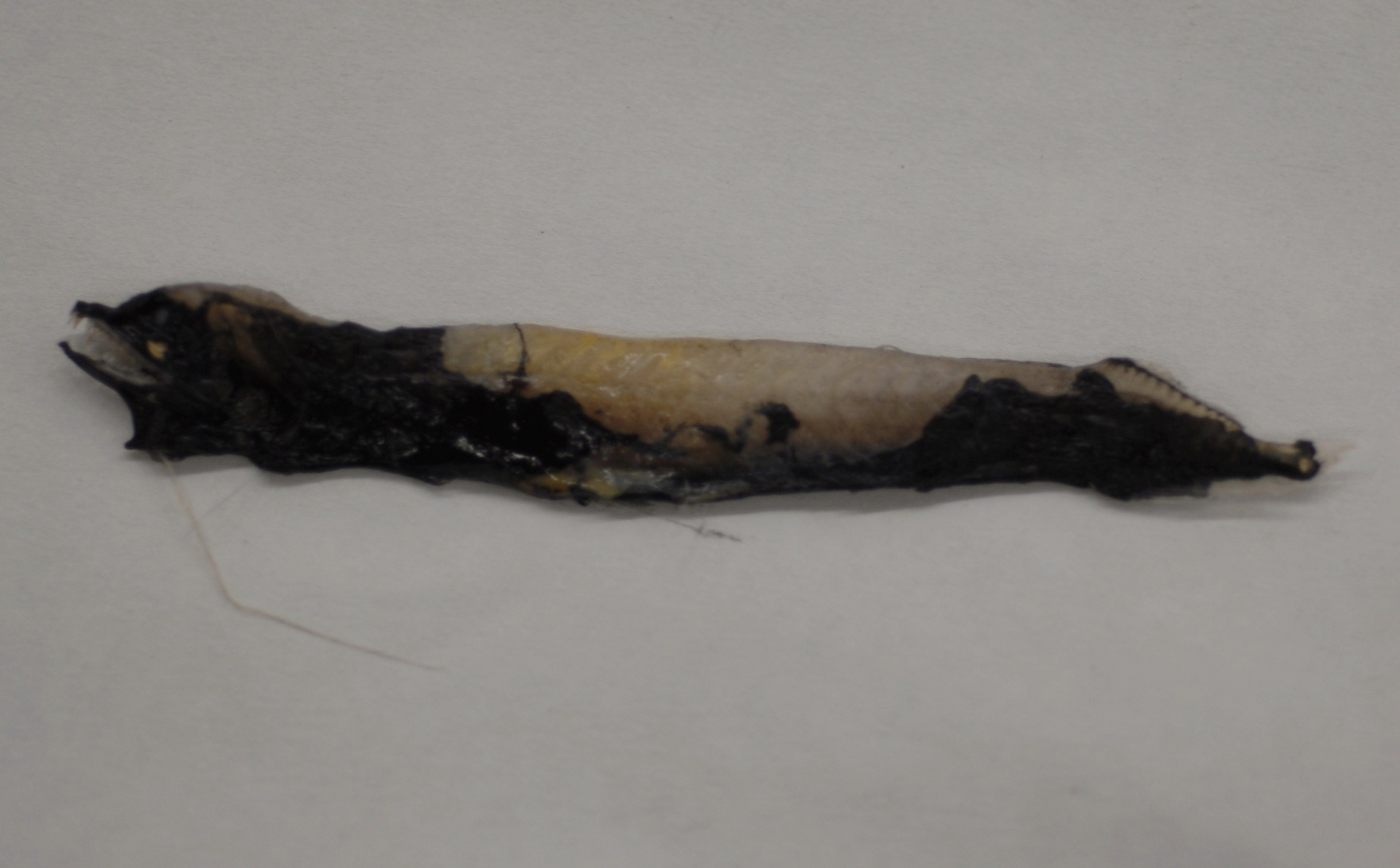
Bathophilus pawneei

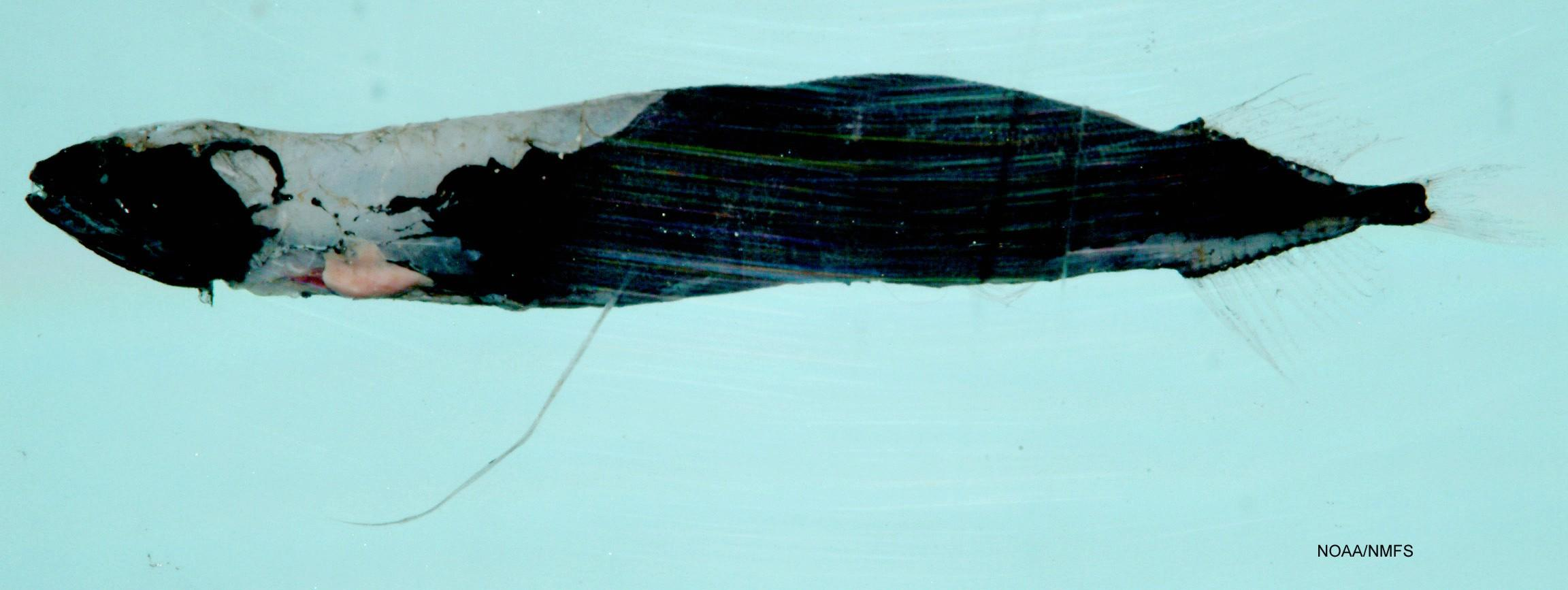
Bathophilus longipinnis

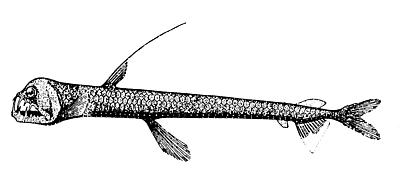
Chauliodus danae

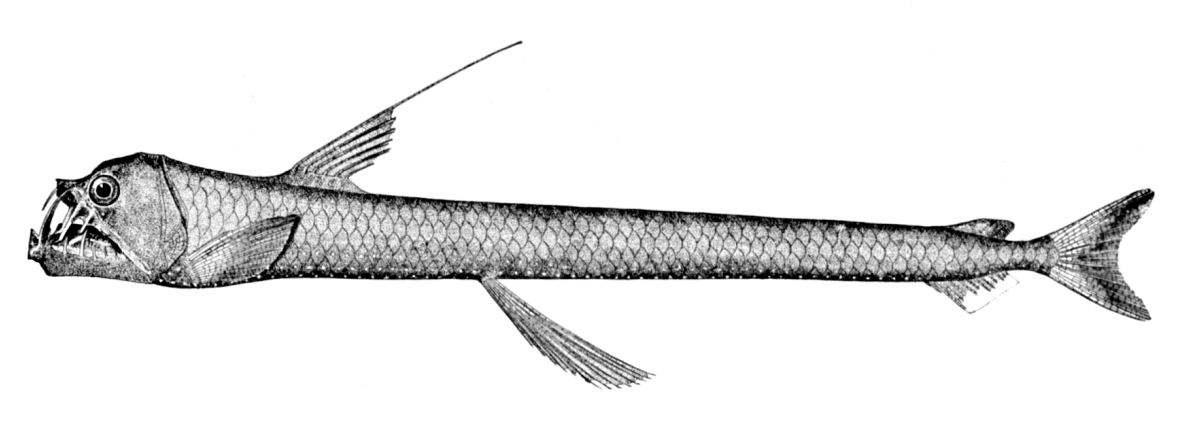
Chauliodus sloani

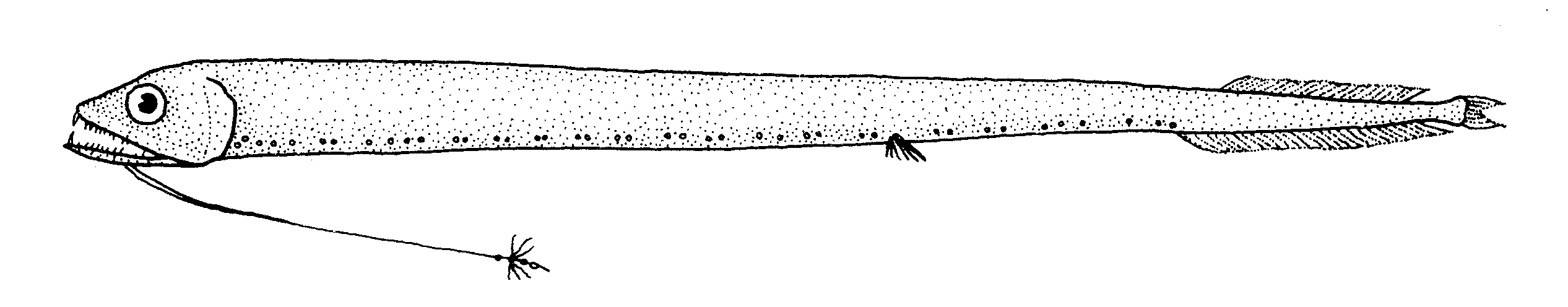
Eustomias trewavasae

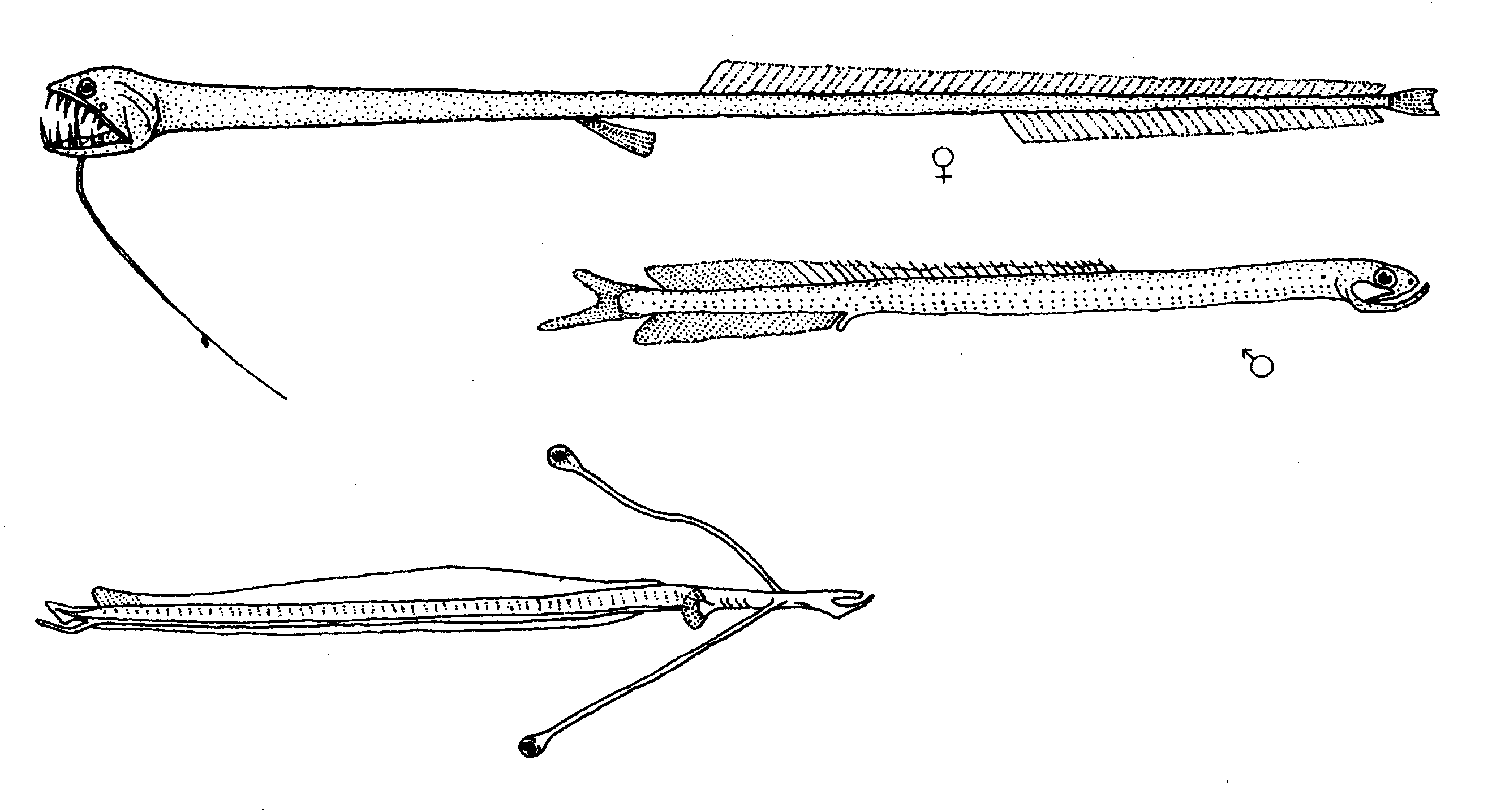
Idiacanthus atlanticus

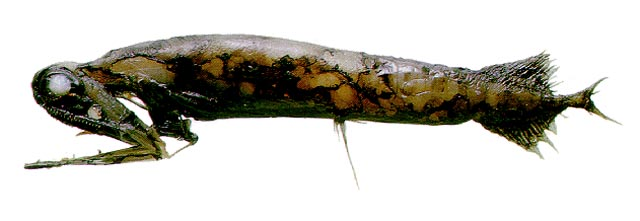
Malacosteus niger

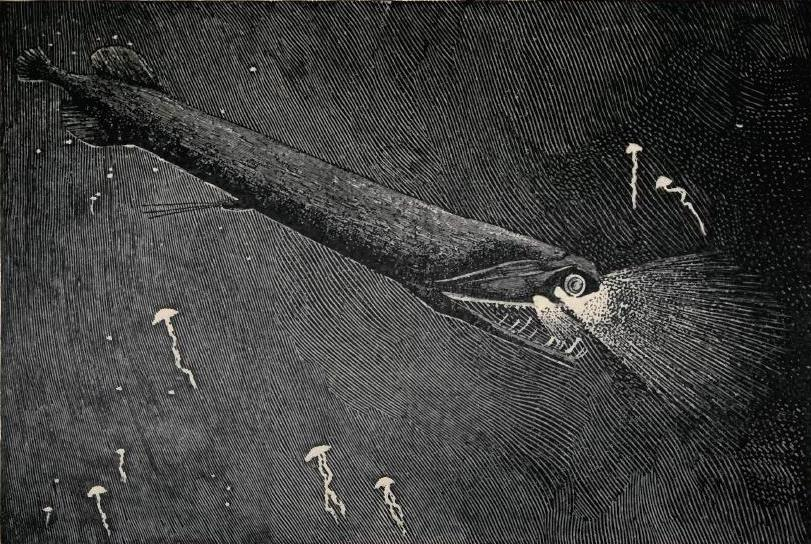
Malacosteus niger

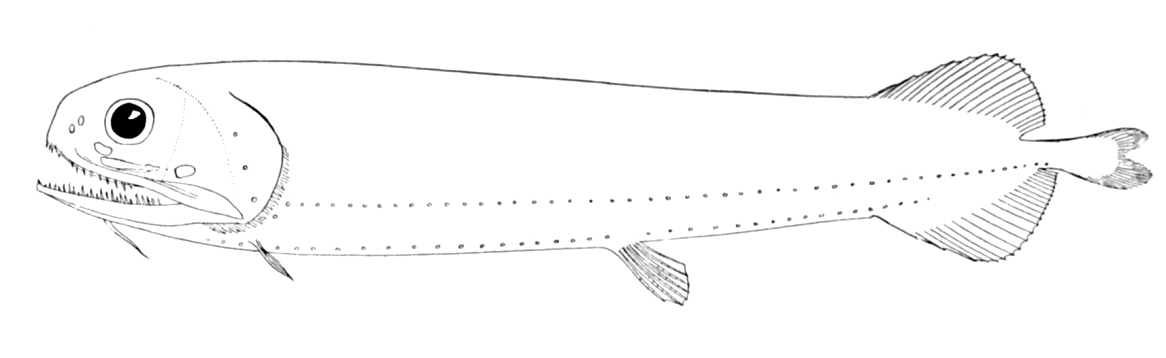
Pachystomias microdon

Els estòmids (Stomiidae) són una família de peixos marins pertanyent a l'ordre dels estomiformes.

## Alimentació
Són depredadors que mengen peixos més petits a les zones abissals.

## Distribució geogràfica
Es troba als oceans Índic, Atlàntic i Pacífic.

## Gèneres i espècies
- Gènere Aristostomias
  - Aristostomias grimaldii (Zugmayer, 1913)
  - Aristostomias lunifer (Regan & Trewavas, 1930)
  - Aristostomias polydactylus (Regan & Trewavas, 1930)
  - Aristostomias scintillans (Gilbert, 1915)
  - Aristostomias tittmanni (Welsh, 1923
  - Aristostomias xenostoma (Regan & Trewavas, 1930)
- Gènere Astronesthes
  - Astronesthes atlanticus (Parin & Borodulina, 1996)
  - Astronesthes bilobatus (Parin & Borodulina, 1996)
  - Astronesthes boulengeri (Gilchrist, 1902)
  - Astronesthes caulophorus (Regan & Trewavas, 1929)
  - Astronesthes chrysophekadion (Bleeker, 1849)
  - Astronesthes cyaneus (Brauer, 1902)
  - Astronesthes cyclophotus (Regan & Trewavas, 1929)
  - Astronesthes decoratus (Parin & Borodulina, 2002)
  - Astronesthes dupliglandis (Parin & Borodulina, 1997)
  - Astronesthes exsul (Parin & Borodulina, 2002)
  - Astronesthes fedorovi (Parin & Borodulina, 1994)
  - Astronesthes formosana (Liao et al, 2006)
  - Astronesthes galapagensis (Parin, Borodulina & Hulley, 1999)
  - Astronesthes gemmifer (Goode i Bean, 1896)
  - Astronesthes gibbsi (Borodulina, 1992)
  - Astronesthes gudrunae (Parin & Borodulina, 2002)
  - Astronesthes haplophos (Parin & Borodulina, 2002)
  - Astronesthes ijimai (Tanaka, 1908)
  - Astronesthes illuminatus (Parin, Borodulina & Hulley, 1999)
  - Astronesthes indicus (Brauer, 1902)
  - Astronesthes indopacificus (Parin & Borodulina, 1997)
  - Astronesthes karsteni (Parin & Borodulina, 2002)
  - Astronesthes kreffti (Gibbs & McKinney, 1988)
  - Astronesthes lamellosus (Goodyear & Gibbs, 1970)
  - Astronesthes lampara (Parin & Borodulina, 1998)
  - Astronesthes leucopogon (Regan & Trewavas, 1929)
  - Astronesthes longiceps (Regan & Trewavas, 1929)
  - Astronesthes lucibucca (Parin & Borodulina, 1996)
  - Astronesthes lucifer (Gilbert, 1905)
  - Astronesthes luetkeni (Regan & Trewavas, 1929)
  - Astronesthes lupina (Whitley, 1941)
  - Astronesthes macropogon (Goodyear & Gibbs, 1970)
  - Astronesthes martensii (Klunzinger, 1871)
  - Astronesthes micropogon (Goodyear & Gibbs, 1970)
  - Astronesthes neopogon (Regan & Trewavas, 1929)
  - Astronesthes niger (Richardson, 1845)
  - Astronesthes nigroides (Gibbs & Aron, 1960)
  - Astronesthes oligoa (Parin & Borodulina, 2002)
  - Astronesthes psychrolutes (Gibbs & Weitzman, 1965)
  - Astronesthes quasiindicus (Parin & Borodulina, 1996)
  - Astronesthes richardsoni (Poey, 1852)
  - Astronesthes similus (Parr, 1927)
  - Astronesthes spatulifer (Gibbs & McKinney, 1988)
  - Astronesthes splendida (Brauer, 1902)
  - Astronesthes tanibe (Parin & Borodulina, 2001)
  - Astronesthes tatyanae (Parin & Borodulina, 1998)
  - Astronesthes tchuvasovi (Parin & Borodulina, 1996)
  - Astronesthes trifibulatus (Gibbs, Amaoka & Haruta, 1984)
  - Astronesthes zetgibbsi (Parin & Borodulina, 1997)
  - Astronesthes zharovi (Parin & Borodulina, 1998)
- Gènere Bathophilus
  - Bathophilus abarbatus (Barnett & Gibbs, 1968)
  - Bathophilus altipinnis (Beebe, 1933)
  - Bathophilus ater (Brauer, 1902)
  - Bathophilus brevis (Regan & Trewavas, 1930)
  - Bathophilus digitatus (Welsh, 1923)
  - Bathophilus filifer (Regan & Trewavas, 1929)
  - Bathophilus flemingi (Aron & McCrery, 1958)
  - Bathophilus indicus (Brauer, 1902)
  - Bathophilus irregularis (Norman, 1930)
  - Bathophilus kingi (Barnett & Gibbs, 1968)
  - Bathophilus longipinnis (Pappenheim, 1914)
  - Bathophilus nigerrimus (Giglioli, 1882)
  - Bathophilus pawneei (Parr, 1927)
  - Bathophilus proximus (Regan & Trewavas, 1930)
  - Bathophilus schizochirus (Regan & Trewavas, 1930)
  - Bathophilus vaillanti (Zugmayer, 1911)
- Gènere Borostomias
  - Borostomias abyssorum (Koehler, 1896)
  - Borostomias antarcticus (Lönnberg, 1905)
  - Borostomias elucens (Brauer, 1906)
  - Borostomias mononema (Regan & Trewavas, 1929)
  - Borostomias pacificus (Imai, 1941)
  - Borostomias panamensis (Regan & Trewavas, 1929)
- Gènere Chauliodus
  - Chauliodus barbatus (Lowe, 1843)
  - Chauliodus danae (Regan & Trewavas, 1929)
  - Chauliodus dentatus (Garman, 1899)
  - Chauliodus macouni (Bean, 1890)
  - Chauliodus minimus (Parin & Novikova, 1974)
  - Chauliodus pammelas (Alcock, 1892)
  - Chauliodus schmidti (Regan & Trewavas, 1929)
  - Chauliodus sloani (Bloch i Schneider, 1801)
  - Chauliodus vasnetzovi (Novikova, 1972)
- Gènere Chirostomias
  - Chirostomias pliopterus (Regan & Trewavas, 1930)
- Gènere Echiostoma
  - Echiostoma barbatum (Lowe, 1843)
- Gènere Eupogonesthes
  - Eupogonesthes xenicus (Parin & Borodulina, 1993)
- Gènere Eustomias
  - Eustomias achirus (Parin & Pokhil'skaya, 1974)
  - Eustomias acinosus (Regan & Trewavas, 1930)
  - Eustomias aequatorialis (Clarke, 1998)
  - Eustomias albibulbus (Clarke, 2001)
  - Eustomias appositus (Gibbs, Clarke & Gomon, 1983)
  - Eustomias arborifer (Parr, 1927)
  - Eustomias australensis (Gibbs, Clarke & Gomon, 1983)
  - Eustomias austratlanticus (Gibbs, Clarke & Gomon, 1983)
  - Eustomias bertelseni (Gibbs, Clarke & Gomon, 1983)
  - Eustomias bibulboides (Gibbs, Clarke & Gomon, 1983)
  - Eustomias bibulbosus (Parr, 1927)
  - Eustomias bifilis (Gibbs, 1960)
  - Eustomias bigelowi (Welsh, 1923)
  - Eustomias bimargaritatus (Regan & Trewavas, 1930)
  - Eustomias bimargaritoides (Gibbs, Clarke & Gomon, 1983)
  - Eustomias binghami (Parr, 1927)
  - Eustomias bituberatus (Regan & Trewavas, 1930)
  - Eustomias bituberoides (Gibbs, Clarke & Gomon, 1983)
  - Eustomias borealis (Clarke, 2000)
  - Eustomias braueri (Zugmayer, 1911)
  - Eustomias brevibarbatus (Parr, 1927)
  - Eustomias bulbiramis (Clarke, 2001)
  - Eustomias bulbornatus (Gibbs, 1960)
  - Eustomias cancriensis (Gibbs, Clarke & Gomon, 1983)
  - Eustomias cirritus (Gibbs, Clarke & Gomon, 1983)
  - Eustomias contiguus (Gomon & Gibbs, 1985)
  - Eustomias crossotus (Gibbs, Clarke & Gomon, 1983)
  - Eustomias crucis (Gibbs & Craddock, 1973)
  - Eustomias cryptobulbus (Clarke, 2001)
  - Eustomias curtatus (Gibbs, Clarke & Gomon, 1983)
  - Eustomias curtifilis (Clarke, 2000)
  - Eustomias danae (Clarke, 2001)
  - Eustomias decoratus (Gibbs, 1971)
  - Eustomias dendriticus (Regan & Trewavas, 1930)
  - Eustomias deofamiliaris (Gibbs, Clarke & Gomon, 1983)
  - Eustomias digitatus (Gomon & Gibbs, 1985)
  - Eustomias dinema (Clarke, 1999)
  - Eustomias dispar (Gomon & Gibbs, 1985)
  - Eustomias dubius (Parr, 1927)
  - Eustomias elongatus (Clarke, 2001)
  - Eustomias enbarbatus (Welsh, 1923)
  - Eustomias filifer (Gilchrist, 1906)
  - Eustomias fissibarbis (Pappenheim, 1914)
  - Eustomias flagellifer (Clarke, 2001)
  - Eustomias furcifer (Regan & Trewavas, 1930)
  - Eustomias gibbsi (Johnson & Rosenblatt, 1971)
  - Eustomias grandibulbus (Gibbs, Clarke & Gomon, 1983)
  - Eustomias hulleyi (Gomon & Gibbs, 1985)
  - Eustomias hypopsilus (Gomon & Gibbs, 1985)
  - Eustomias ignotus (Gomon & Gibbs, 1985)
  - Eustomias inconstans (Gibbs, Clarke & Gomon, 1983)
  - Eustomias insularum (Clarke, 1998)
  - Eustomias intermedius (Clarke, 1998)
  - Eustomias interruptus (Clarke, 1999)
  - Eustomias ioani (Parin & Pokhil'skaya, 1974)
  - Eustomias jimcraddocki (Sutton & Hartel, 2004)
  - Eustomias kreffti (Gibbs, Clarke & Gomon, 1983)
  - Eustomias lanceolatus (Clarke, 1999)
  - Eustomias leptobolus (Regan & Trewavas, 1930)
  - Eustomias lipochirus (Regan & Trewavas, 1930)
  - Eustomias longibarba (Parr, 1927)
  - Eustomias longiramis (Clarke, 2001)
  - Eustomias macronema (Regan & Trewavas, 1930)
  - Eustomias macrophthalmus (Parr, 1927)
  - Eustomias macrurus (Regan & Trewavas, 1930)
  - Eustomias magnificus (Clarke, 2001)
  - Eustomias medusa (Gibbs, Clarke & Gomon, 1983)
  - Eustomias melanonema (Regan & Trewavas, 1930)
  - Eustomias melanostigma (Regan & Trewavas, 1930)
  - Eustomias melanostigmoides (Gibbs, Clarke & Gomon, 1983)
  - Eustomias mesostenus (Gibbs, Clarke & Gomon, 1983)
  - Eustomias metamelas (Gomon & Gibbs, 1985)
  - Eustomias micraster (Parr, 1927)
  - Eustomias micropterygius (Parr, 1927)
  - Eustomias minimus (Clarke, 1999)
  - Eustomias monoclonoides (Clarke, 1999)
  - Eustomias monoclonus (Regan & Trewavas, 1930)
  - Eustomias monodactylus (Regan & Trewavas, 1930)
  - Eustomias multifilis (Parin & Pokhil'skaya, 1978)
  - Eustomias obscurus (Vaillant, 1884)
  - Eustomias orientalis (Gibbs, Clarke & Gomon, 1983)
  - Eustomias pacificus (Gibbs, Clarke i Gomon, 1983)
  - Eustomias parini (Clarke, 2001)
  - Eustomias parri (Regan & Trewavas, 1930)
  - Eustomias patulus (Regan & Trewavas, 1930)
  - Eustomias paucifilis (Parr, 1927)
  - Eustomias paxtoni (Clarke, 2001)
  - Eustomias perplexus (Gibbs, Clarke & Gomon, 1983)
  - Eustomias pinnatus (Clarke, 1999)
  - Eustomias polyaster (Parr, 1927)
  - Eustomias posti (Gibbs, Clarke & Gomon, 1983)
  - Eustomias precarius (Gomon & Gibbs, 1985)
  - Eustomias problematicus (Clarke, 2001)
  - Eustomias pyrifer (Regan & Trewavas, 1930)
  - Eustomias quadrifilis (Gomon & Gibbs, 1985)
  - Eustomias radicifilis (Borodin, 1930)
  - Eustomias satterleei (Beebe, 1933)
  - Eustomias schiffi (Beebe, 1932)
  - Eustomias schmidti (Regan & Trewavas, 1930)
  - Eustomias silvescens (Regan & Trewavas, 1930)
  - Eustomias similis (Parin, 1978)
  - Eustomias simplex (Regan i Trewavas, 1930)
  - Eustomias spherulifer (Gibbs, Clarke & Gomon, 1983)
  - Eustomias suluensis (Gibbs, Clarke & Gomon, 1983)
  - Eustomias tenisoni (Regan & Trewavas, 1930)
  - Eustomias tetranema (Zugmayer, 1913)
  - Eustomias teuthidopsis (Gibbs, Clarke & Gomon, 1983)
  - Eustomias tomentosis (Clarke, 1998)
  - Eustomias trewavasae (Norman, 1930)
  - Eustomias triramis (Regan & Trewavas, 1930)
  - Eustomias uniramis (Clarke, 1999)
  - Eustomias variabilis (Regan & Trewavas, 1930)
  - Eustomias vitiazi (Parin & Pokhil'skaya, 1974)
  - Eustomias vulgaris (Clarke, 2001)
  - Eustomias woollardi (Clarke, 1998)
  - Eustomias xenobolus (Regan & Trewavas, 1930)
- Gènere Flagellostomias
  - Flagellostomias boureei (Zugmayer, 1913)
- Gènere Grammatostomias
  - Grammatostomias circularis (Morrow, 1959)
  - Grammatostomias dentatus (Garman, 1899)
  - Grammatostomias flagellibarba (Holt & Byrne, 1910)
- Gènere Heterophotus
  - Heterophotus ophistoma (Regan & Trewavas, 1929)
- Gènere Idiacanthus
  - Peix dragó negre (Idiacanthus antrostomus) (Gilbert, 1890)
  - Idiacanthus atlanticus (Parin & Borodulina, 1996)
  - Idiacanthus fasciola (Peters, 1877)
- Gènere Leptostomias
  - Leptostomias analis (Regan & Trewavas, 1930)
  - Leptostomias bermudensis (Beebe, 1932)
  - Leptostomias bilobatus (Parin & Borodulina, 1996)
  - Leptostomias gladiator (Zugmayer, 1911)
  - Leptostomias gracilis (Regan & Trewavas, 1930)
  - Leptostomias haplocaulus (Regan & Trewavas, 1930)
  - Leptostomias leptobolus (Regan & Trewavas, 1930)
  - Leptostomias longibarba (Parr, 1927)
  - Leptostomias macronema (Regan & Trewavas, 1930)
  - Leptostomias macropogon (Goodyear & Gibbs, 1970)
  - Leptostomias multifilis (Parin & Pokhil'skaya, 1978)
  - Leptostomias robustus (Imai, 1941)
- Gènere Malacosteus
  - Malacosteus australis (Kenaley, 2007)
  - Malacosteus niger (Ayres, 1848)
- Gènere Melanostomias
  - Melanostomias bartonbeani (Parr, 1927)
  - Melanostomias biseriatus (Regan & Trewavas, 1930)
  - Melanostomias globulifer (Fowler, 1934)
  - Melanostomias macrophotus (Regan & Trewavas, 1930)
  - Melanostomias margaritifer (Regan & Trewavas, 1930)
  - Melanostomias melanopogon (Regan & Trewavas, 1930)
  - Melanostomias melanops (Brauer, 1902)
  - Melanostomias niger (Richardson, 1845)
  - Melanostomias nigroaxialis (Parin & Pokhil'skaya, 1978)
  - Melanostomias paucilaternatus (Parin & Pokhil'skaya, 1978)
  - Melanostomias pauciradius (Matsubara, 1938)
  - Melanostomias pollicifer (Parin & Pokhil'skaya, 1978)
  - Melanostomias stewarti (Fowler, 1934)
  - Melanostomias tentaculatus (Regan & Trewavas, 1930)
  - Melanostomias valdiviae (Brauer, 1902)
  - Melanostomias vierecki (Fowler, 1934)
- Gènere Neonesthes
  - Neonesthes capensis (Gilchrist & von Bonde, 1924)
  - Neonesthes microcephalus (Norman, 1930)
- Gènere Odontostomias
  - Odontostomias masticopogon (Norman, 1930)
  - Odontostomias micropogon (Goodyear & Gibbs, 1970)
- Gènere Opostomias
  - Opostomias micripnus (Günther, 1878)
  - Opostomias mitsuii (Imai, 1941)
- Gènere Pachystomias
  - Pachystomias microdon (Günther, 1878)
- Gènere Photonectes
  - Photonectes achirus (Parin & Pokhil'skaya, 1974)
  - Photonectes albipennis (Döderlein, 1882)
  - Photonectes braueri (Regan, 1908)
  - Photonectes caerulescens (Regan & Trewavas, 1930)
  - Photonectes dinema (Clarke, 1999)
  - Photonectes gracilis (Regan & Trewavas, 1930)
  - Photonectes leucospilus (Regan & Trewavas, 1930)
  - Photonectes margarita (Goode i Bean, 1896)
  - Photonectes mirabilis (Parr, 1927)
  - Photonectes munificus (Gibbs, 1968)
  - Photonectes parvimanus (Regan & Trewavas, 1930)
  - Photonectes phyllopogon (Regan & Trewavas, 1930)
- Gènere Photostomias
  - Photostomias atrox (Alcock, 1890)
  - Photostomias goodyeari (Kenaley & Hartel, 2005)
  - Photostomias guernei (Collett, 1889)
  - Photostomias liemi (Kenaley, 2009)
  - Photostomias lucingens (Kenaley, 2009)
  - Photostomias mirabilis (Beebe, 1933)
  - Photostomias tantillux (Kenaley, 2009)
- Gènere Rhadinesthes
  - Rhadinesthes decimus (Zugmayer, 1911)
- Gènere Stomias
  - Stomias affinis (Günther, 1887)
  - Stomias atriventer (Garman, 1899)
  - Stomias boa boa (Risso, 1810)
  - Stomias boa colubrinus (Garman, 1899)
  - Stomias boa ferox (Reinhardt, 1842)
  - Stomias brevibarbatus (Parr, 1927)
  - Stomias danae (Regan & Trewavas, 1929)
  - Stomias gracilis (Regan & Trewavas, 1930)
  - Stomias lampropeltis (Gibbs, 1969)
  - Stomias longibarbatus (Brauer, 1902)
  - Stomias nebulosus (Alcock, 1889)
- Gènere Tactostoma
  - Tactostoma macropus (Bolin, 1939)
- Gènere Thysanactis
  - Thysanactis dentex (Regan & Trewavas, 1930)
- Gènere Trigonolampa
  - Trigonolampa miriceps (Regan & Trewavas, 1930)[4][5][6][7]